# Serafino Ghizzoni
Pas d'image ? Cliquez ici

a Compétitions nationales et continentales officielles uniquement.

b Matchs officiels uniquement.
Dernière mise à jour le 17 janvier 2010.
 Serafino Ghizzoni, né le 16 octobre 1954 à L'Aquila (Italie), est un joueur international italien de rugby à XV évoluant au poste d'arrière ou d'ailier.

## Biographie
Serafino Ghizzoni a honoré sa première cape internationale au plus haut niveau le 6 février 1977 à Grenoble (France) avec l'équipe d'Italie contre France XV pour une défaite 10-3.
À l'époque, la France, l'Angleterre ou la Nouvelle-Zélande n'alignaient pas de sélection officielle pour affronter les Italiens. 
Un mois plus tard Serafino Ghizzoni connut donc sa première cape officielle contre le Maroc (défaite 10-9 à Casablanca).
Le 22 mai 1987 il a joué son dernier match international contre la Nouvelle-Zélande lors de la Coupe du monde de rugby 1987.
Il a connu 60 sélections entre 1977 et 1987 pour 77 points réussis (17 essais et 3 drops).
Il a joué à L'Aquila Rugby lors 24 saisons sportives, remportant trois championnats d'Italie (1980-1981, 1981-1982 et 1993-1994) et deux Coupes d'Italie (1972-1973 et 1980-1981), il joue à l'époque avec des autres joueurs internationaux comme Massimo Mascioletti et Luigi Troiani.
Il a fini sa carrière à 42 ans en 1996 après plus que 371 matchs et 686 points (150 essais) en serie A.

## Carrière

### Clubs successifs
- L'Aquila Rugby (1972-1996)

### Équipe nationale
- première cape internationale le 6 février 1977 contre France XV.

- dernier match international le 22 mai 1987 contre la Nouvelle-Zélande.

## Palmarès

### En club
- championnat d'Italie : 1980-1981, 1981-1982, 1993-1994

### Équipe nationale
- 60 sélections (dont 13 non officielles contre France XV) avec l'Italie
- 17 essais, 3 drops
- 77 points
- Sélections par année : 8 en 1977, 3 en 1978, 6 en 1979, 7 en 1980, 1 en 1981, 5 en 1982, 9 en 1983, 5 en 1984, 7 en 1985, 5 en 1986, 4 en 1987.
- Coupe du monde de rugby disputée : 1987 (1 match, 1 comme titulaire)